# Lythria conjunctiva
Lythria conjunctiva är en fjärilsart som beskrevs av Louis Beethoven Prout 1913. Lythria conjunctiva ingår i släktet Lythria och familjen mätare. Inga underarter finns listade i Catalogue of Life.